# Венгожино
Венгожино (пол. Węgorzyno, нем. Wangerin) — город в Польше, входит в Западно-Поморское воеводство, Лобезский повят. Имеет статус городско-сельской гмины. Занимает площадь 6,85 км². Население — 2891 человек (на 2013 год).

## История
В XVII веке город находился в подчинении Бранденбурга, затем Пруссии, с 1871 — Германской империи, с 1933 — нацистской Германии.
Наиболее важные исторические события:
- 1354 — Heninghus Borke de Wangerin — владелец города[4]
- 1460 — статус города (1400 — Rospond (Роспонд, Станислав (лингвист))
- 1593 — пожар в городе
- 1598 — строительство костёлa
- 1877 — строительство железной дороги
- 1945.03.02-03 — 3-я ударная армия освободилa город
- 1946 — изменение немецкого названия города Wangerin на польский Węgorzyno

### Историческая демография
Венгожино, населения в разные годы (на основе: Historia Węgorzyna ):
| Год  | Население |
| ---- | --------- |
| 1798 | 645       |
| 1840 | 1 395     |
| 1861 | 2 397     |
| 1919 | 2 932     |
| 1931 | 3 300     |
| 1939 | 3 554     |

### Памятники
- Костёл (XV в.)

## Фотогалерея
- Костёл
- Pынок
- Pатуша
- Памятник Солдата
- Поля
- Городище